# Mont Foster (film)
Pour les articles homonymes, voir Mont Foster.
Pour plus de détails, voir Fiche technique et Distribution.
Mont Foster est un drame québécois, réalisé par Louis Godbout et sorti en 2019. Librement adapté du poème Le Roi des aulnes de Goethe, le film met en vedette Patrick Hivon et Laurence Leboeuf.

## Synopsis
Mathieu et Chloé passent du temps dans leur maison isolée à la campagne, près du mont Foster, où Chloé commence à perdre contact avec la réalité après avoir eu des visions étranges.

## Fiche technique
- Titre : Mont Foster
- Réalisateur : Louis Godbout
- Scénariste : Louis Godbout d'après Le Roi des aulnes
- Directeur de la photographie : Jean-François Lord
- Montage : Claude Palardy
- Décors : Frédéric Devost
- Musique originale : Ramachandra Borcar
- Producteur : Sebastien Poussard
- Société de production : Les Films Primatice
- Format : Couleurs – 2.35:1 – Dolby
- Langue : Français
- Sorties :
  - Brésil : octobre 2019 (Festival international du film de São Paulo)
  - Québec : 2 mars 2020 (généralisée)

## Distribution
- Patrick Hivon : Mathieu
- Laurence Leboeuf : Chloé
- Lucie Laurier : Sara
- Émile Proulx-Cloutier : Francis
- Maxime Allard	: patrouilleur Gosselin
- Thierry Bélanger : patrouilleur
- Pierre Garon : sergent-détective
- Richard Fréchette : le garagiste
- Laurent Lucas : le père de Chloé (figuration)

## Présentation festivalières et sortie
Le film a été présenté en première en octobre 2019 au Festival international du film de São Paulo, avant d'avoir sa première canadienne en mars 2020 au Rendez-vous Québec Cinéma.

## Réception critique
Le film a reçu deux nominations aux Prix Iris aux 22e Prix du cinéma québécois en 2021, pour le meilleur acteur (Hivon) et le Prix du public.